# Coisas
Coisas (deutsch Dinge) ist ein Album von Moacir Santos. Die am 23. bis 25. März 1965 in den RCA Victor Studios in Rio de Janeiro entstandenen Aufnahmen erschienen als Langspielplatte 1965 auf dem Label Forma, 2004 als Compact Disc auf Universal Music.

## Hintergrund
Moacir Santos war ein brasilianischer Komponist, Multiinstrumentalist und Musikpädagoge, der nie so bekannt wurde wie Zeitgenossen wie Bola Sete und Baden Powell de Aquino, notierte Marc Myers. Während Santos unter anderem mit Nara Leão, Roberto Menescal und Sérgio Mendes zusammenarbeitete, unterrichtete er privat Künstler, die später äußerst erfolgreiche globale Bossa-Nova-Sänger und Songwriter wurden. 1965 veröffentlichte er Coisas, das den neuen brasilianischen Beat mit Big-Band-Jazz verband.
Die Stücke Coisa 1–6 entstanden am 23. bis 25. März 1965 in der Besetzung: Julio Barbosa (Trompete), Joao Geronimo Menezes (Flügelhorn), Edmundo Maciel (Posaune), Armando Pallas (Bassposaune), Nicolino Copia (Flöte), Dulcilando Pereira (Altsaxophon), Luiz Bezerra (Tenorsaxophon), Geraldo Medeiros (Baritonsaxophon), Chaim Lewak (Piano), Claudio das Neves (Vibraphon), Geraldo Vespar (Gitarre), Gabriel Bezerra (Bass), Wilson das Neves (Schlagzeug), Elias Ferreira (Perkussion), die Titel Coisa 7–10 mit Julio Barbosa (Trompete), Jorge Ferreira da Silva (Altsaxophon), Moacir Santos (Baritonsaxophon), Chaim Lewak (Piano), Geraldo Vespar (Gitarre), Gabriel Bezerra (Bass) Wilson das Neves (Schlagzeug), Elias Ferreira (Perkussion), Giorgio Bariola, Watson Clis, Peter Dautsberg (Cello).

## Titelliste
- Moacir Santos: Coisas (Forma FM)[2]

A1		Coisa N° 4 (Moacir Santos)

A2		Coisa N° 10 (Moacir Santos, Mario Telles)

A3		Coisa N° 5 (Moacir Santos, Mario Telles)

A4		Coisa N° 3 (Moacir Santos) 

A5		Coisa N° 2 (Moacir Santos)

B1		Coisa N° 9 (Moacir Santos, Regina Werneck)

B2		Coisa N° 6 (Moacir Santos) 

B3		Coisa N° 7 (Moacir Santos, Mario Telles)

B4		Coisa N° 1 (Clovis Mello, Moacir Santos)

B5		Coisa N° 8 (Moacir Santos, Nei Lopes, Regina Werneck)

## Rezeption

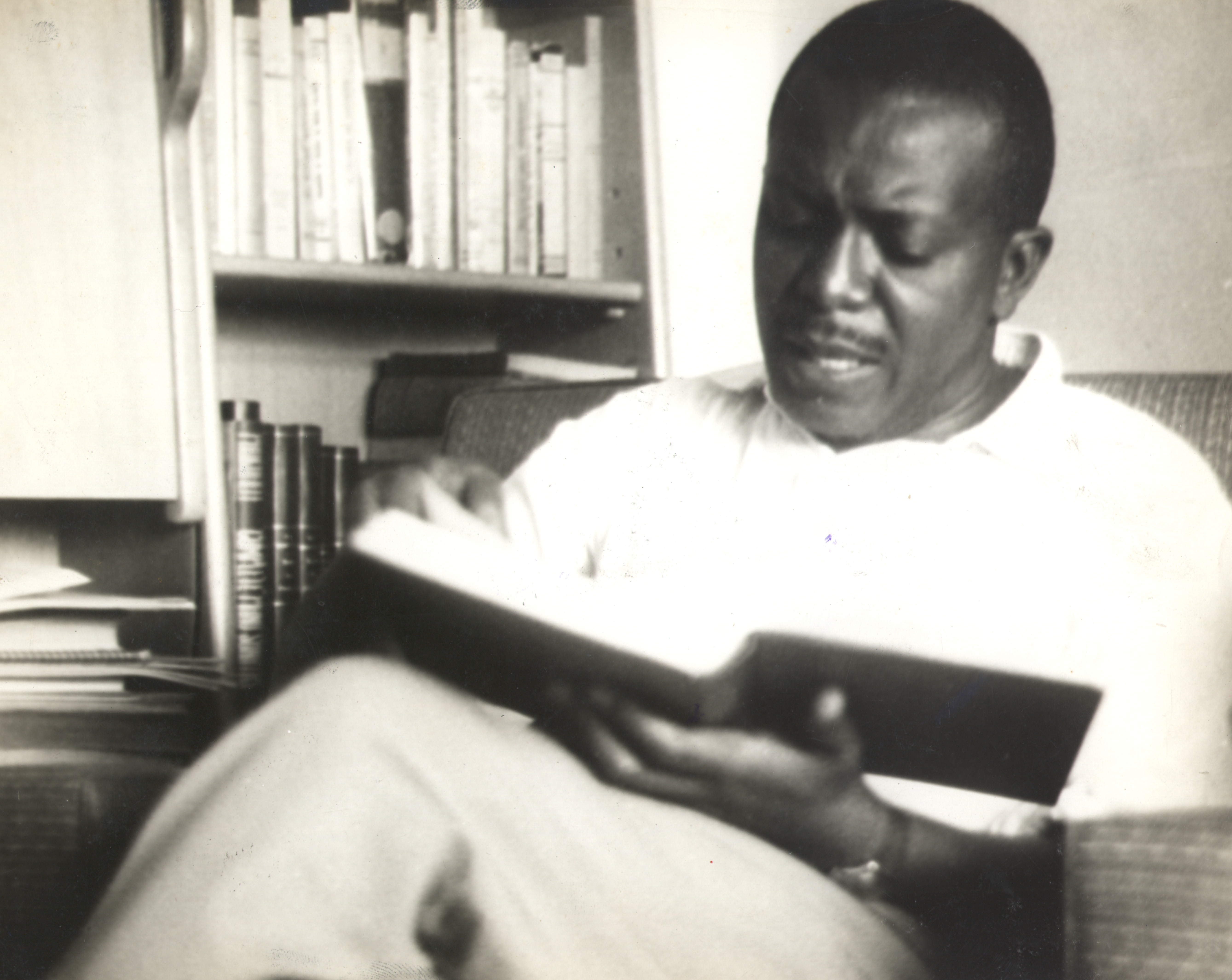
Moacir Santos (1964)

Thom Jurek verlieh dem Album in Allmusic viereinhalb Sterne und schrieb, in Coisas stecke all seine Lebenserfahrung – in diesen Grooves, einschließlich seiner lange gehegten Angst davor, irgendein Instrument vor anderen zu spielen, weil er sich schämte, dass er nicht „richtig“ spielen könne. Aber an Coisas sei nichts Rohes oder Tragisches; es vereine vielmehr die verschiedenen Tonalitäten und Geschmacksrichtungen des kreativen Jazz mit dem Herzen der folkloristischen und aufstrebenden Musiktraditionen Brasiliens. Klangfarben, Texturen, Räume sowie üppige Rhythmen und Melodien kämen in diesen zehn Stücken sanft, eindrucksvoll und subtil zur Geltung. Dies wurde auf der anderen Seite der Bossa-Nova-Revolution herausgegeben, als es bereits von der Welt absorbiert worden war. Santos sei noch einen Schritt weitergegangen und habe es nahtlos zu einem üppigen harmonischen System verschmolzen.
Das Album erregte bei seiner Veröffentlichung nicht viel Aufmerksamkeit, wurde aber im Laufe der Zeit als das erste Album gepriesen, das eine solche Fusion geschaffen hatte, schrieb Marc Myers in seinem Blog Jazzwax.
Laut Michel Robbins ist Moacir Santos’ Coisas „das große verlorene Jazzalbum der 1960er Jahre“ – The Penguin Guide to Jazz hat keinen Eintrag für Santos, und Coisas wurde erst 2004 auf CD [wieder]veröffentlicht und war prompt vergriffen. Man könne Samba, Bossa Nova und Rio-Jazz hören, und einige Stücke erinnerten den Autor an Charles Mingus, doch diese Platte sei zutiefst eine ganz eigene Sache.
Das Album wurde von Ben Ratliff in seiner Liste der 100 wichtigsten Aufnahmen und vom (brasilianischen) Rolling Stone in seiner Liste der 100 bedeutendsten brasilianischen Musikaufzeichnungen aufgeführt. Ratliff hatte das Album zuvor (bei der Wiederveröffentlichung auf CD) als „eine brillante Vereinigung von Jazz-Arrangements für große Ensembles, unglaublich überzeugendem Songwriting und afro-brasilianischem Rhythmus“ beschrieben.